# 1727
1727 (MDCCXXVII) fue un año común comenzado en miércoles según el calendario gregoriano.

## Acontecimientos
- 11 de junio: Jorge, Príncipe de Gales, proclamado Rey Jorge II de Gran Bretaña
- 18 de noviembre: en la ciudad iraní de Tabriz se registra un terremoto de 7,2 con epicentro a 15 km de profundidad, que deja un saldo de 77 000 víctimas. (Posiblemente se trate del mismo terremoto que sucedió el 26 de abril de 1721).
- Finaliza el Congreso de Cambrai entre las principales potencias europeas.

## Nacimientos
- 16 de febrero: Nikolaus Joseph von Jacquin, médico, biólogo y botánico neerlandés (f. 1817).
- 7 de abril: Michel Adanson, botánico francés (f. 1806).
- 10 de mayo: Turgot, político y economista francés.
- 18 de noviembre: Philibert Commerson, naturalista francés (f. 1773).
- Horatio Gates, general estadounidense durante la Guerra de independencia de los EE. UU.

## Fallecimientos

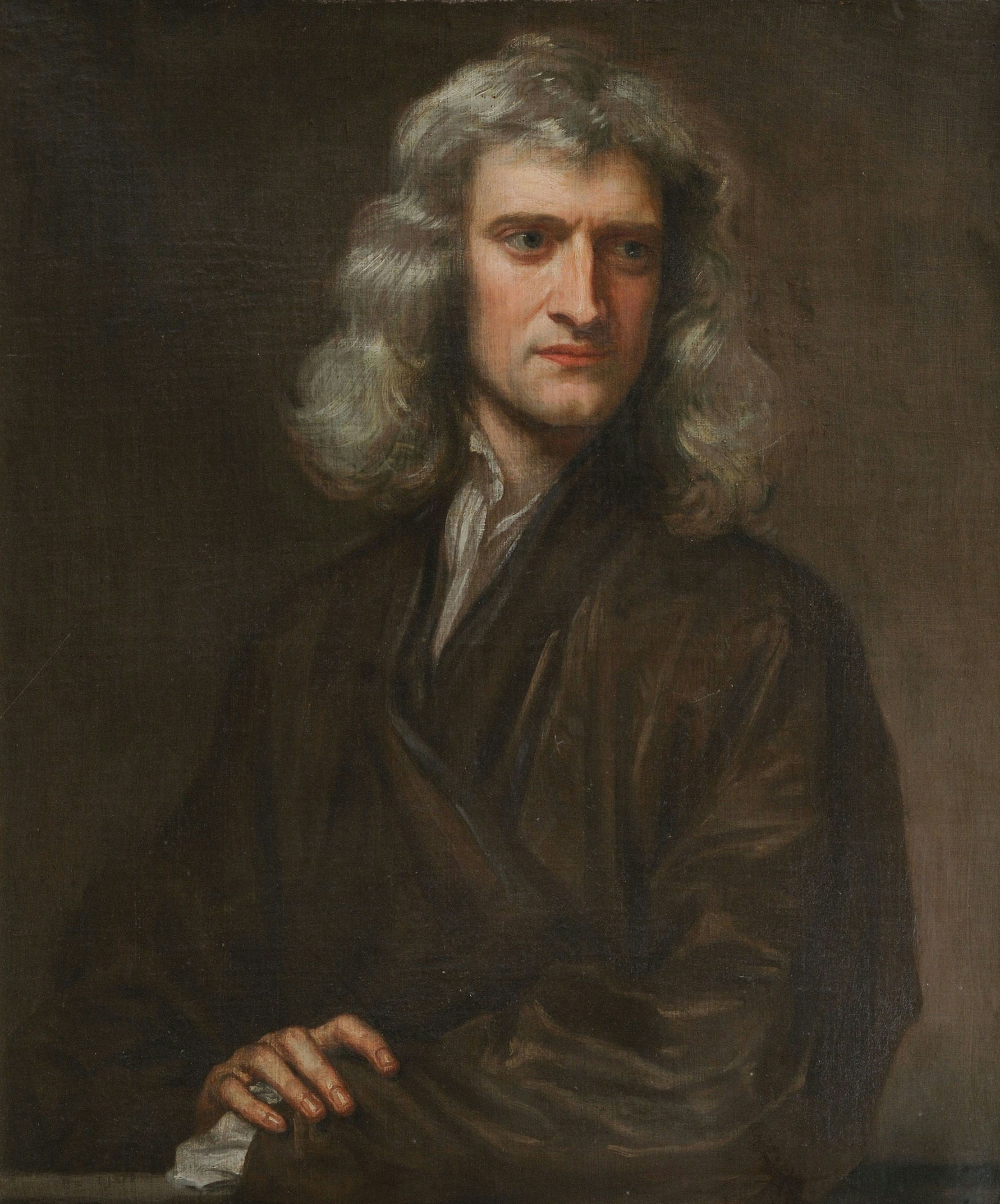
Isaac Newton

- 5 de enero: Giovanni Antonio Burrini, pintor italiano (n. 1656).
- 31 de marzo: Isaac Newton, científico, físico, filósofo, alquimista y matemático inglés (n. 1643).